# جیمز بروس، هشتمین ارل الگین

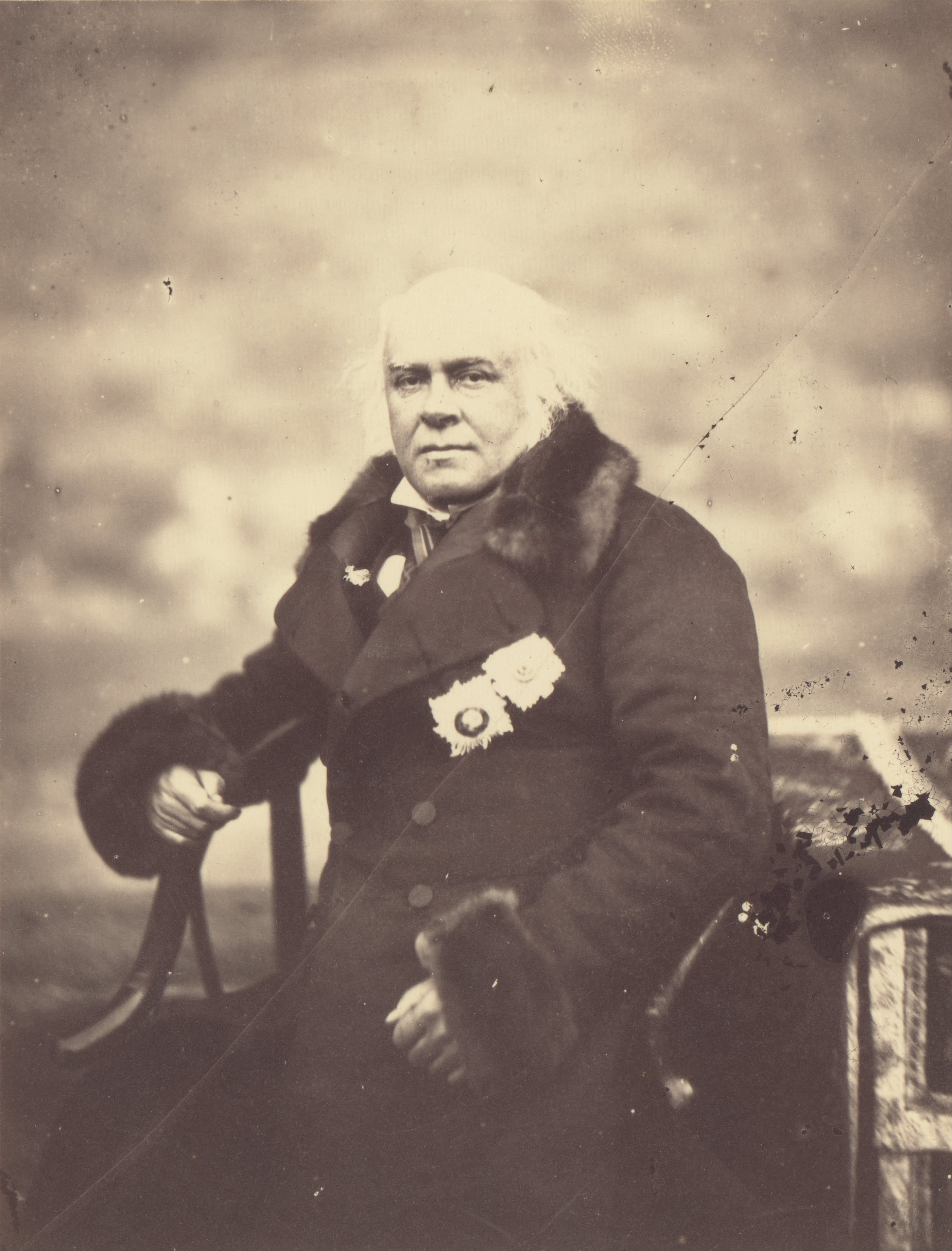
جیمز بروس، مدیر و دیپلمات مستعمراتی - ۱۸۶۰

جیمز بروس، هشتمین ارل الگین و دوازدهمین ارل کینکاردین، (به انگلیسی: James Bruce, 8th Earl of Elgin) اهل اسکاتلند (۲۰ ژوئیه ۱۸۱۱ اسکاتلند – ۲۰ نوامبر ۱۸۶۳) مدیر و دیپلمات مستعمرات بریتانیا بود. او به عنوان فرماندار جامائیکا (۱۸۴۲–۱۸۴۶)، فرماندار کل استان کانادا (۱۸۴۷–۱۸۵۴) و نایب‌السلطنه هند (۱۸۶۲–۱۸۶۳) خدمت کرد.